# Gliricidia robusta
Gliricidia robusta là một loài thực vật có hoa trong họ Đậu. Loài này được (M. Sousa & Lavin) Lavin mô tả khoa học đầu tiên năm 2003.